# Hörbich
Hörbich est une commune autrichienne du district de Rohrbach en Haute-Autriche.